# Atrium (hart)
De atria of boezems maken deel uit van het hart.
Een zoogdierhart bevat twee atria: in het rechteratrium verzamelt zich zuurstofarm/koolstofdioxiderijk bloed vanuit de sinus coronarius en bovenste en onderste holle ader, dat wordt doorgepompt tijdens de samentrekking van het atrium naar het rechterventrikel vanwaar het bloed via de longslagader in de longen van zuurstof wordt voorzien om zich daarna via de longaders in het linkeratrium te verzamelen. Vanuit het linkeratrium wordt het nu zuurstofrijke/koolstofdioxidearme bloed doorgepompt naar het linkerventrikel vanwaar het in de systole door de aorta naar de rest van het lichaam gepompt wordt.
Synoniemen voor atrium zijn:
- voorkamer
- boezem